# Lutte ouvrière
Lutte ouvrière (LO) (česky Dělnický boj) je francouzská krajně levicová politická strana, hlásící se k trockismu; název LO postupně převážil nad původním názvem Union communiste (Komunistická unie). Mluvčím strany je Nathalie Arthaudová (*1970).

## Charakteristika a zapojení do politického systému

### Historie

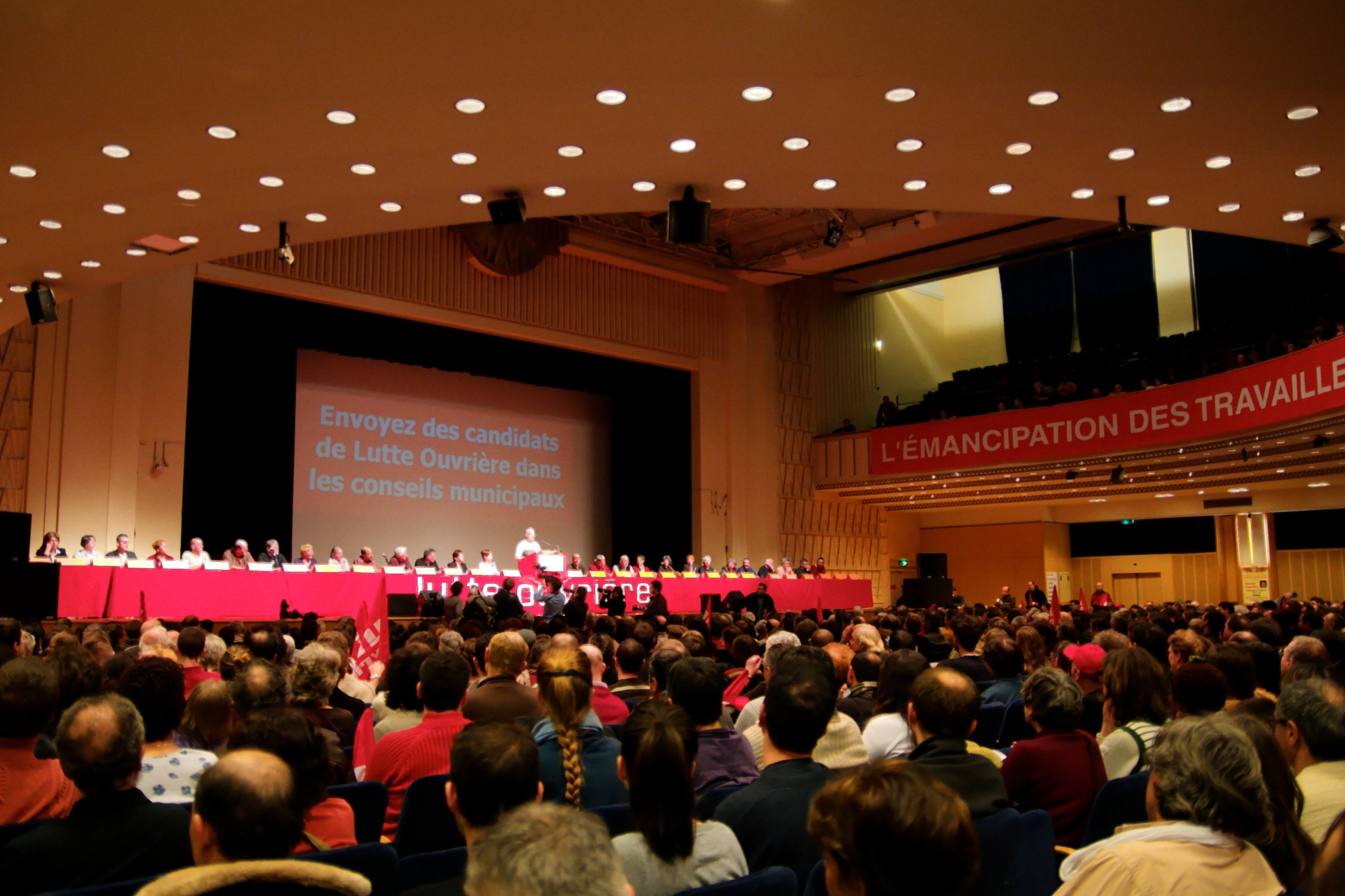
Veřejné shromáždění pořádané LO (2008)

Strana svůj původ odvozuje od Komunistické skupiny (Groupe Communiste), krajně levicové formace založené roku 1939 trockistou rumunského původu Davidem Kornerem, známým též jako Barta. Proslavila se například při stávce v Renaultu v roce 1947, ale roku 1952 se po delší krizi rozpadla. Roku 1956 vznikla skupina Dělnický hlas (Voix Ouvrière), která od se v roce 1968 přejmenovala na Dělnický boj.

### Volby a spojenci
Strana LO nikdy ve volbách výrazněji neuspěla. Mezi své úspěchy řadí tři zvolené europoslance v roce 1999 (5,18 %, ve spolupráci s LCR, která obdržela dva mandáty), ty však v roce 2004 neobhájila (2,58 %, opět v koalici s LCR). Prezidentská kandidátka strany Arlette Laguillerová se neúspěšně zúčastnila šesti prezidentských voleb. V roce 2008 ji v čele strany nahradila Nathalie Arthaudová.

#### Výsledky v prezidentských volbách

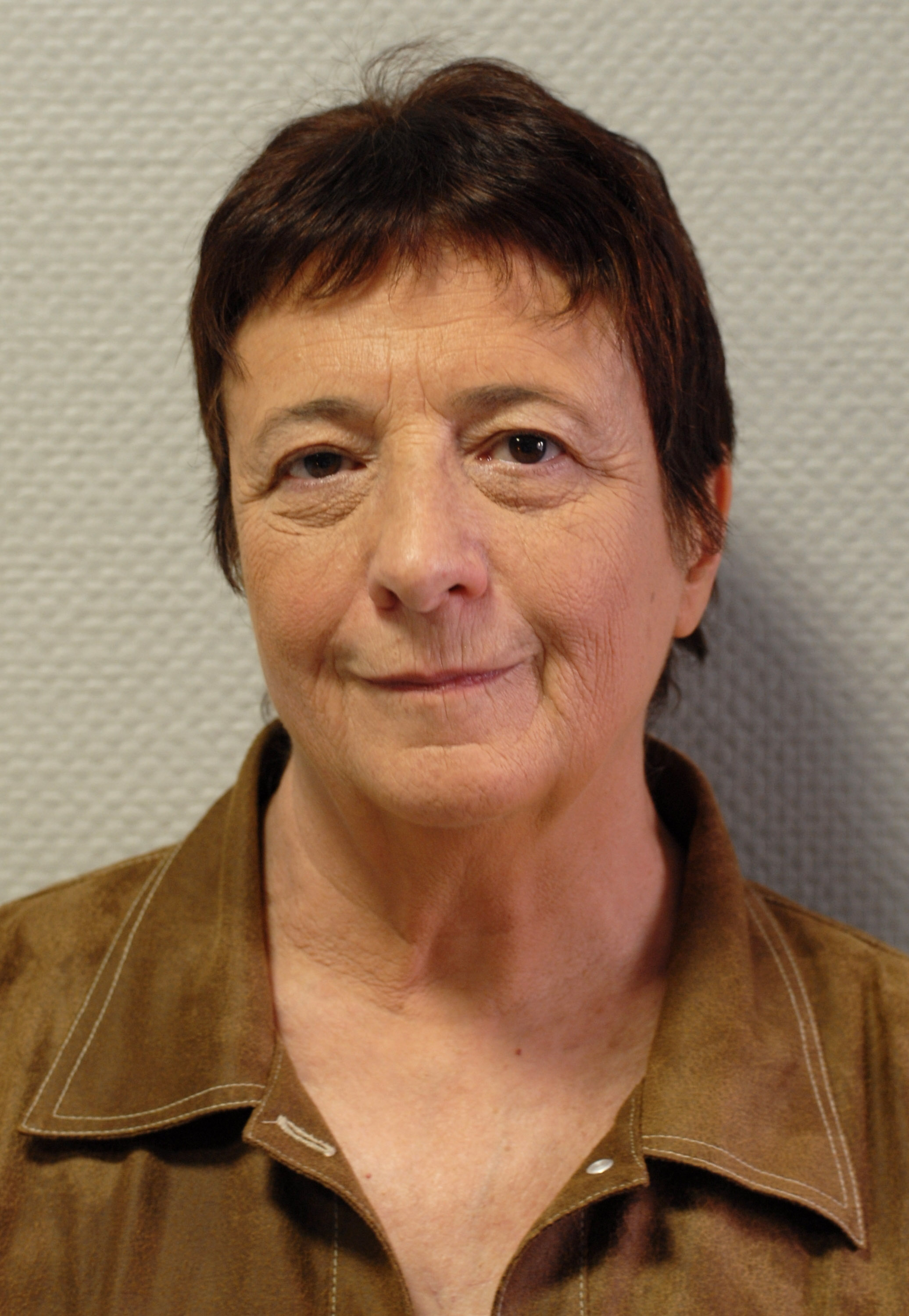
Arlette Laguiller

| Volby | Kandidát          | Počet hlasů | %    |
| ----- | ----------------- | ----------- | ---- |
| 1974  | Arlette Laguiller | 595 247     | 2,33 |
| 1981  | Arlette Laguiller | 668 057     | 2,30 |
| 1988  | Arlette Laguiller | 606 201     | 1,99 |
| 1995  | Arlette Laguiller | 1 615 653   | 5,30 |
| 2002  | Arlette Laguiller | 1 630 118   | 5,72 |
| 2007  | Arlette Laguiller | 487 857     | 1,33 |
| 2012  | Nathalie Arthaud  | 202 561     | 0,56 |
| 2017  | Nathalie Arthaud  | 231 660     | 0,64 |

## Mezinárodní spojení
LO je součástí Mezinárodní komunistické unie, která se hlásí k marxismu a trockismu.